# Saurida umeyoshii
Saurida umeyoshii är en fiskart som beskrevs av Inoue och Tetsuji Nakabo 2006. Saurida umeyoshii ingår i släktet Saurida och familjen Synodontidae. Inga underarter finns listade i Catalogue of Life.